# Кокрейн, Джон, 2-й граф Дандональд
Джон Кокрейн, 2-й граф Дандональд (англ. William Cochrane, 2t Earl of Dundonald; ок. 1660 — 16 мая 1690) — шотландский аристократ. Он носил титул учтивости — лорд Кокрейн с 1679 по 1685 год.

## Происхождение и образование
Старший сын Уильяма Кокрейна, лорда Кокрейна (? — 1679), и леди Кэтрин Кеннеди.
Его дедушкой и бабушкой по отцовской линии были Уильям Кокрейн, 1-й граф Дандональд (1605—1685), и Юфема Скотт, внучка Роберта Линдсея, 9-го лорда Линдсея (? — 1616). Его дедушкой и бабушкой по материнской линии были Джон Кеннеди, 6-й граф Кассилис (? — 1668), и леди Джин Гамильтон, дочь Томаса Гамильтона, 1-го графа Хаддингтона (1563—1637) .
Он получил образование в Университете Глазго.

## Карьера
25 августа 1679 года после смерти отца Джон Кокрейн был назван лордом Кокрейн. После смерти деда в 1685 году он унаследовал графство Дандональд, так как его отец умер раньше деда в 1679 году.
Лорд Дандональд поддерживал во время Славной революции 1688 года Вильгельма Оранского, который стал королём Англии, Ирландии и Шотландии в 1689 году.

## Личная жизнь
В ноябре 1684 года лорд Кокрейн женился на леди Сьюзен Гамильтон (1667 — 7 февраля 1737), второй дочери Уильяма Гамильтона, герцога Гамильтона, и Анны Гамильтон, герцогини Гамильтон . У супругов было трое детей:
- Леди Энн Кокрейн (род. 4 сентября 1685), которая умерла молодой[1].
- Уильям Кокрейн, 3-й граф Дандональд (1686 — 22 ноября 1705), умерший неженатым[1].
- Джон Кокрейн, 4-й граф Дандональд (4 июля 1687 — 5 июня 1720), который женился на леди Энн Мюррей, дочери Чарльза Мюррея, 1-го графа Данмора, в 1706 году. После её смерти в 1710 году он женился на леди Мэри Сомерсет, вдове Генри Сомерсета, 2-го герцога Бофорта, и дочери Перегрина Осборна, 2-го герцога Лидса, в 1715 году[1].

Лорд Дандональд умер 16 мая 1690 года и был похоронен 29 мая 1690 года в церкви Дандональда. Его титулы унаследовал его старший сын Уильям. Поскольку он умер неженатым в 1705 году, его второй сын Джон унаследовал графский титул. После его смерти его вдова вышла замуж за Чарльза Хэя, 3-го маркиза Твиддейла.